# Карповское кладбище (Санкт-Петербург)
Карповское кладбище, иногда называемое Аптекарским — кладбище в Санкт-Петербурге на Аптекарском острове Петроградской стороны, располагалось в конце Песочной улицы, ныне улица Профессора Попова, у реки Карповки.

## История
Известно со времени Петра I. Первоначально, с основания города, было определено для погребения христиан иноверческих (неправославных) исповеданий. Однако часто погребённых находили вырытыми и ограбленными, поскольку это кладбищенское место в то время было довольно глухое, окружённое лесами, чем пользовались многочисленные воры и разбойники, осуждённые на каторжную работу, но избежавшие её, поскольку были собраны «по всем приказам, ратушам и городам» в количестве 2.000 человек согласно письменному распоряжению Петра I, данному князю Ф. Ю. Ромодановскому 23 сентября 1703 года, и присланы в Петербург летом 1704 года для постройки города. Чтобы предотвратить такие грабежи, было разрешено, до 1710 года, погребать иноверцев при домах, где они умирали.
Впоследствии предполагалось возвести на кладбище православную церковь; однако в январе 1740 года Святейший Синод постановил вместо церкви построить часовню «для приношения мёртвых телес» усопших и отпевания их. Однако это постановление вошло в противоречие с Указом Императрицы Анны Иоанновны от 10 июля 1734 года против часовен, поэтому часовню не построили, само место для кладбища не огородили, каналов не прорыли и пруда не сделали, а для захоронений пользовались другими кладбищами.
К вопросу обустройства православного Карповского кладбища городские власти вернулись в конце XVIII века: оно было открыто 15 сентября 1794 года для погребения усопших (гл. обр., купцов и чиновников) весной и осенью, в ледостав и ледоход, когда сообщение Петербургской стороны с другими частями города было затруднено из-за отсутствия постоянных мостов. По всей вероятности, православное кладбище было учреждено на другом месте, поскольку П. Н. Петров в своей работе при описании плана Санкт-Петербурга указывает два участка: п.137 — «Первое кладбище иноверцев» и п.139 — «Кладбище учреждённое на время распутицы».
Под кладбище отвели участок в 10 тыс. кв. сажен (100х100), устроили на нём небольшую деревянную часовню, обнесли весь участок деревянным забором и приписали к Церкви в честь Смоленской иконы Божией Матери на Васильевском острове, под попечительство о. Георгия Петрова (подробнее см. раздел «Карповское кладбище» статьи об о. Георгии).
В 1816 году, согласно просьбе о. Георгия Петрова, Карповское кладбище было передано под управление причта Петропавловского собора. После постройки постоянного Тучкова моста погребения на кладбище прекратились. Гоппе и Корнфельд, со ссылкой на городского Санкт-Петербургского землемера Вас. Дм. Путилина, сообщают, что площадь упразднённого кладбища составила 4 десятины 571 кв. сажень.
С прежних лет в 1860-х годах ещё сохранялась обветшавшая деревянная часовня, в 1870-х годах пришедшая в крайнюю ветхость, и несколько плит и гранитных надгробных памятников, среди которых лучшим, по мнению М. И. Пыляева, являлся монумент майору Крозелиусу. Он же отмечает, что после поступления этого кладбища в конце 1880-х годов в распоряжение городских хозяйственных властей, оставшиеся памятники уничтожены. В результате, согласно работе В. И. Саитова, в начале XX века никаких надгробных памятников на месте упразднённого кладбища уже не было.

## В искусстве
- Грибанов и Лурье высказывают небезосновательное предположение[6], что в своём стихотворении «Когда за городом задумчив я брожу», написанном в 1836 году, Пушкин описывает именно Карповское кладбище, тогда «загородное», и расположенное недалеко от дачи Фрола Осиповича Доливо-Добровольского, где поэт с семьёй провёл летние месяцы 1834 и 1836 года. Там же располагались и дачи, где жили другие знакомые Пушкина, у которых он также мог бывать:

Купцов, чиновников усопших мавзолеи.
Дешёвого резца нелепые затеи,
Над ними надписи и в прозе, и в стихах
О добродетели, о службе, о чинах…

## В легендах
- Вадим Бурлак в своей книге рассказывает легенду о клюке из пунцового анчарного дерева и старухе, которая, посетив кладбище, не нашла могилу сына, срытую огородниками и садоводами, арендующими пустующие участки Карповского кладбища. И за то прокляла убитая горем старуха всех огородников и садоводов Санкт-Петербурга, обещала вырастить ядовитое древо, и вырезать из него клюку, которая будет сама по себе ходить по городу «да смерть настукивать, пока не объявится в Питере странник, что уйдет с этой губительницей прочь-прочь в дальние земли…»[13].